# Prangos hermonis
Prangos hermonis är en flockblommig växtart som beskrevs av Pierre Edmond Boissier. Prangos hermonis ingår i släktet Prangos och familjen flockblommiga växter. Inga underarter finns listade i Catalogue of Life.